# Lindum Sogn
Lindum Sogn er et sogn i Viborg Østre Provsti (Viborg Stift).
I 1800-tallet var Lindum Sogn og Bigum Sogn annekser til Vammen Sogn. Alle 3 sogne hørte til Nørlyng Herred i Viborg Amt. Vammen-Lindum-Bigum sognekommune blev ved kommunalreformen i 1970 indlemmet i Tjele Kommune, som ved strukturreformen i 2007 indgik i Viborg Kommune.
I Lindum Sogn ligger Lindum Kirke.
I sognet findes følgende autoriserede stednavne:
- Lindum (bebyggelse, ejerlav)
- Lindum Skov (areal)
- Sjørring (bebyggelse, ejerlav)